# 鳞轴小膜盖蕨
鳞轴小膜盖蕨（学名：Araiostegia perdurans）为骨碎补科小膜盖蕨属下的一个种。

## 扩展阅读
維基物種上的相關：鳞轴小膜盖蕨